# Enduro-Weltmeisterschaft

Logo der Enduro-Weltmeisterschaft seit 2010

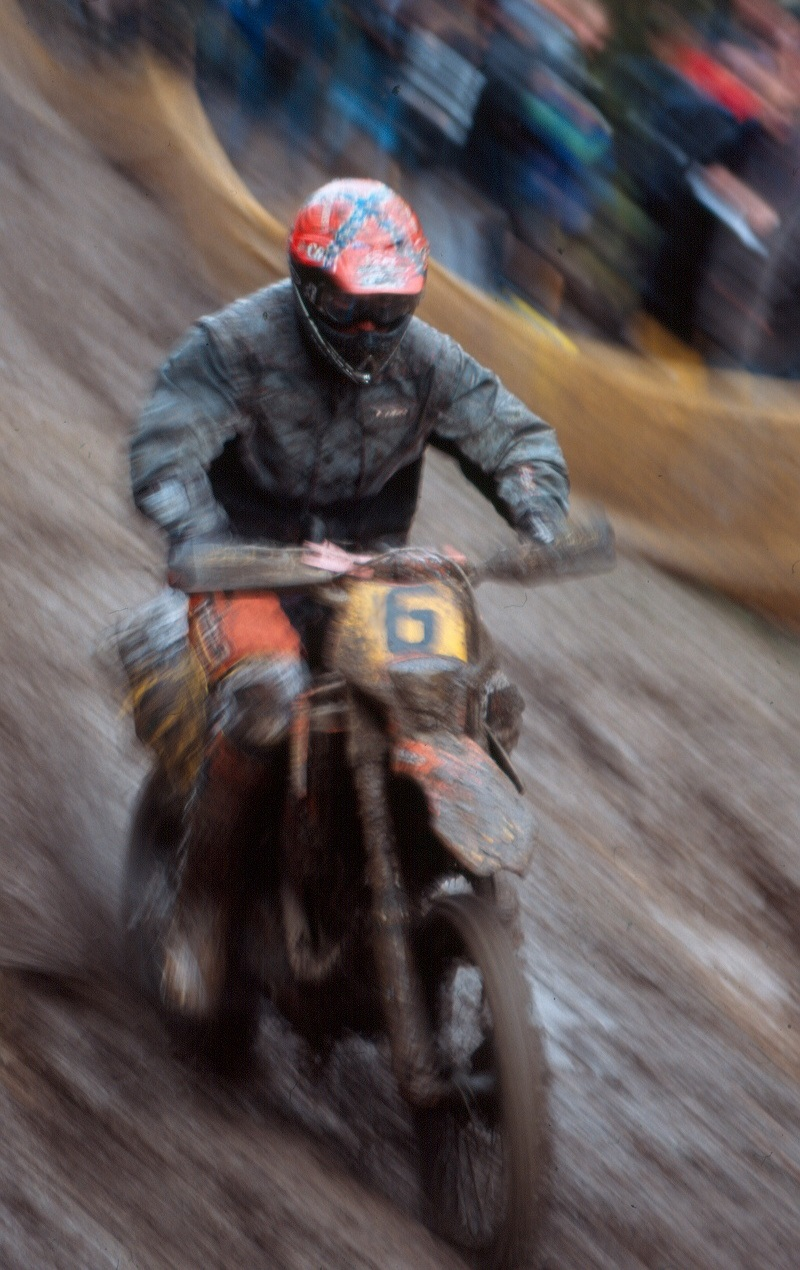
David Knight während eines Weltmeisterschaftslaufes 2004

Die Enduro-Weltmeisterschaft (WEC) ist die Einzel-Weltmeisterschaft im Endurosport. Der seit 1990 ausgetragene Wettbewerb wird in mehreren Läufen in verschiedenen Ländern ausgetragen und ist neben der Internationalen Sechstagefahrt (der Mannschafts-Weltmeisterschaft) der wichtigste Wettbewerb in dieser Sportart.

## Historie und Modus
Bis 1989 war die Europameisterschaft der höchstwertige Einzelwettkampf im Endurosport. Im Rahmen der Internationalisierung und Aufwertung des Sportes wurde der Wettkampf als Weltmeisterschaft ausgeschrieben. Voraussetzung dafür ist jedoch, dass auch Titelläufe außerhalb Europas stattfinden, obwohl weiterhin die überwiegende Zahl der Fahrer aus Europa kommt.
Zunächst wurde die bestehende Klasseneinteilung der Europameisterschaft von vier Zweitaktklassen (bis 80 cm³, bis 125 cm³, bis 250 cm³ und bis 500 cm³) und zwei Viertaktklassen (bis 350 cm³, über 500 cm³) übernommen. Ab 1994 wurde dieses System erstmals geändert. So wurden die Zweitakt-Klassen auf zwei reduziert (bis 125 cm³, über 175 cm³). Das Hubraumlimit der 350-cm³-Viertakt-Klasse wurde 1996 auf 400 cm³ und 2003 auf 450 cm³ angehoben. 1998 erfolgt die Einführung der kleinen Viertakt-Klasse für Motorräder bis 250 cm³.
2004 übernahm eine Vermarktungsagentur die Rechte an der Enduro-WM. Diese reformierte die Weltmeisterschaft, indem sie die Klassen auf drei reduzierte. Dabei wurden Zwei- und Viertakt-Motorräder in gemeinsame Klassen zusammengelegt. Außerdem ist der Vermarkter bestrebt, das Umfeld der Wettbewerbe professioneller zu gestalten und insbesondere durch TV-Übertragungen neue Märkte zu erschließen.
In diesem Zusammenhang wurde ab 2004 auch eine Mannschaftswertung, ab 2005 der Junioren-Weltcup und ab 2010 der Frauen-Weltcup eingeführt.
In der Juniorenwertung betrug ursprünglich die Altersgrenze 21 Jahre. Diese wurde 2009 auf 23 angehoben. Gleichzeitig wurde die Juniorenwertung zur Juniorenweltmeisterschaft aufgewertet. Im gleichen Jahr wurde deshalb neu der „Youth Enduro Cup 125 cm³ Zweitakt“ mit einer Altersgrenze von 21 Jahren geschaffen. 2012 wurde dieser Wettbewerb zum Weltcup aufgewertet und die Altersgrenze auf 20 Jahre abgesenkt.
In Deutschland wurden in den Jahren 1990, 2004, 2017 und 2022 die Enduroveranstaltungen Rund um Zschopau, 2018 der Novemberpokal in Rüdersdorf bei Berlin sowie 2019 Rund um Dahlen als Weltmeisterschaftslauf ausgetragen.
In der Regel finden pro Jahr acht Veranstaltungen zu jeweils zwei Fahrtagen statt. Dabei beginnt das Wettkampfwochenende mit einem Prolog am Freitagabend auf einem kleinen Rundkurs, bei dem jeweils zwei Fahrer gegeneinander fahren. Das Ergebnis des Prologes geht in das Ergebnis des ersten Fahrtages ein. Jeder der beiden Fahrtage wird einzeln gewertet. Nach der jeweiligen Platzierung erhalten die Fahrer Punkte.
Ab 2016 wurde mit einer Umgestaltung der Meisterschaft begonnen. Zunächst wurde der Name in „Enduro GP World Championships“ geändert und gleichzeitig mit „Enduro GP“ eine neue Meisterschaft über alle Klassen eingeführt. Im folgenden Jahr wurden die Anzahl der Meisterschaften auf zwei reduziert. In der Enduro GP wird mit Motorräder über 250 cm³ gefahren und in der Enduro 2 mit Motorräder bis 250 cm³. Eine Unterscheidung nach Zwei- und Viertakt erfolgt nicht mehr. Diese Reduzierung stieß jedoch auf Kritik bei Fahrern, Teams und Herstellern, deshalb wurde beschlossen ab 2018 wieder drei Meisterschaften Enduro 1 (bis 250 cm³ Zwei- und Viertakt), Enduro 2: (über 250 cm³ bis 450 cm³ Viertakt) und Enduro 3 (über 250 cm³ Zweitakt und über 450 cm³ Viertakt) sowie zusätzlich EnduroGP, als Meisterschaft aller Klassen auszuschreiben. In der Juniorenwertung erfolgt ab 2018 die Wertung in den beiden Klassen Junior 1 (bis 250 cm³ Zwei- und Viertakt) und Junior 2 (über 250 cm³ Zwei- und Viertakt). Der beste Fahrer aus diesen beiden Klassen wird Juniorenweltmeister.

## Siegerlisten

### 1990 bis 2003
| Jahr | Klassen                       | Klassen                  | Klassen                        | Klassen                        | Klassen                       | Klassen                    |
| Jahr | bis 80 cm³ Zweitakt           | bis 125 cm³ Zweitakt     | bis 250 cm³ Zweitakt           | bis 500 cm³ Zweitakt           | bis 350 cm³ Viertakt          | über 500 cm³ Viertakt      |
| ---- | ----------------------------- | ------------------------ | ------------------------------ | ------------------------------ | ----------------------------- | -------------------------- |
| 1990 | Thomas Bieberbach Simson      | Paul Edmondson KTM       | Kari Tiainen Suzuki            | Peter Hansson KTM              | Otokar Kotrba Husqvarna       | Jimmie Eriksson Husaberg   |
| 1991 | Pierfranco Muraglia Kawasaki  | Jeff Nilsson KTM         | Kari Tiainen Husqvarna         | Svenerik Jönsson Husqvarna     | Kent Karlsson Husaberg        | Jaroslav Katrinak Husaberg |
| 1992 | Gianmarco Rossi HRD           | Jeff Nilsson KTM         | Giorgio Grasso Kawasaki        | Tullio Pellegrinelli Honda     | Mario Rinaldi KTM             | Kari Tiainen Husqvarna     |
| 1993 | Gianmarco Rossi TM            | Paul Edmondson Husqvarna | Giorgio Grasso Kawasaki        | Giovanni Sala KTM              | Svenerik Jönsson Husqvarna    | Fabio Farioli KTM          |
| 1994 |                               | Paul Edmondson GasGas    | ab 1994: über 175 cm³ Zweitakt | ab 1994: über 175 cm³ Zweitakt | Mario Rinaldi KTM             | Kari Tiainen Husqvarna     |
| 1994 | Giovanni Sala KTM             | Paul Edmondson GasGas    |                                |                                | Mario Rinaldi KTM             | Kari Tiainen Husqvarna     |
| 1995 |                               | Petteri Silvan Husqvarna | Giovanni Sala KTM              | Giovanni Sala KTM              | Anders Eriksson Husaberg      | Kari Tiainen Husqvarna     |
| 1996 |                               | Fausto Scovolo Honda     | Paul Edmondson GasGas          | Paul Edmondson GasGas          | ab 1996: bis 400 cm³ Viertakt | Peter Jansson Husaberg     |
| 1996 | Anders Eriksson Husqvarna     | Fausto Scovolo Honda     | Paul Edmondson GasGas          | Paul Edmondson GasGas          |                               | Peter Jansson Husaberg     |
| 1997 |                               | Shane Watts KTM          | Stéphane Peterhansel Yamaha    | Stéphane Peterhansel Yamaha    | Mario Rinaldi KTM             | Kari Tiainen KTM           |
| 1998 | ab 1998: bis 250 cm³ Viertakt | Roman Michalik TM        | Giovanni Sala KTM              | Giovanni Sala KTM              | Björne Carlsson Husaberg      | Anders Eriksson Husqvarna  |
| 1998 | Gianmarco Rossi Honda         | Roman Michalik TM        | Giovanni Sala KTM              | Giovanni Sala KTM              | Björne Carlsson Husaberg      | Anders Eriksson Husqvarna  |
| 1999 | Vesa Kytönen Kawasaki         | Juha Salminen KTM        | Petteri Silvan GasGas          | Petteri Silvan GasGas          | Giovanni Sala KTM             | Anders Eriksson Husqvarna  |
| 2000 | Matteo Rubin KTM              | Juha Salminen KTM        | Stefan Merriman Husqvarna      | Stefan Merriman Husqvarna      | Mario Rinaldi KTM             | Kari Tiainen KTM           |
| 2001 | Stéphane Peterhansel Yamaha   | Petteri Silvan Husqvarna | Juha Salminen KTM              | Juha Salminen KTM              | Stefan Merriman Husqvarna     | Anders Eriksson Husqvarna  |
| 2002 | Peter Bergvall Yamaha         | Petteri Silvan Husqvarna | Samuli Aro Husqvarna           | Samuli Aro Husqvarna           | Juha Salminen KTM             | Anders Eriksson Husqvarna  |
| 2003 | Peter Bergvall Yamaha         | Petri Pohjamo GasGas     | Stefan Merriman Honda          | Stefan Merriman Honda          | 2003: bis 450 cm³ Viertakt    | Juha Salminen KTM          |
| 2003 | Peter Bergvall Yamaha         | Petri Pohjamo GasGas     | Stefan Merriman Honda          | Stefan Merriman Honda          | Anders Eriksson Husqvarna     | Juha Salminen KTM          |

### Ab 2004
| Jahr | Klassen                                     | Klassen                                     | Klassen                                           | Klassen                    | Klassen                | Klassen                       |
| Jahr | E1 (bis 125 cm³ Zweitakt/ 250 cm³ Viertakt) | E2 (bis 250 cm³ Zweitakt/ 450 cm³ Viertakt) | E3 (über 250 cm³ Zweitakt/ 500 cm³ Viertakt)      | Junioren                   | Damen                  | Youth Enduro (World) Cup      |
| ---- | ------------------------------------------- | ------------------------------------------- | ------------------------------------------------- | -------------------------- | ---------------------- | ----------------------------- |
| 2004 | Stefan Merriman Yamaha                      | Juha Salminen KTM                           | Samuli Aro KTM                                    | keine Junioren-Wertung     | keine Damen-Wertung    | kein Youth Enduro (World) Cup |
| 2005 | Iván Cervantes KTM                          | Samuli Aro KTM                              | David Knight KTM                                  | Cristóbal Guerrero GasGas  | keine Damen-Wertung    | kein Youth Enduro (World) Cup |
| 2006 | Iván Cervantes KTM                          | Samuli Aro KTM                              | David Knight KTM                                  | Joakim Ljunggren Husaberg  | keine Damen-Wertung    | kein Youth Enduro (World) Cup |
| 2007 | Juha Salminen KTM                           | Mika Ahola Honda                            | Iván Cervantes KTM                                | Joakim Ljunggren Husaberg  | keine Damen-Wertung    | kein Youth Enduro (World) Cup |
| 2008 | Mika Ahola Honda                            | Johnny Aubert Yamaha                        | Samuli Aro KTM                                    | Thomas Oldrati KTM         | keine Damen-Wertung    | kein Youth Enduro (World) Cup |
| 2009 | Mika Ahola Honda                            | Johnny Aubert KTM                           | Iván Cervantes KTM                                | Oriol Mena Husaberg        | keine Damen-Wertung    | Romain Dumontier Husqvarna    |
| 2010 | Antoine Méo Husqvarna                       | Mika Ahola Honda                            | David Knight KTM                                  | Lorenzo Santolino Honda    | Ludivine Puy GasGas    | Mario Roman KTM               |
| 2011 | Juha Salminen Husqvarna                     | Antoine Méo Husqvarna                       | Mika Ahola Honda                                  | Jeremy Joly Honda          | Ludivine Puy GasGas    | Jonathan Manzi KTM            |
| 2012 | Antoine Méo KTM                             | Pierre-Alexandre Renet Husaberg             | Christophe Nambotin KTM                           | Mathias Bellino Husaberg   | Laia Sanz GasGas       | Giacomo Redondi KTM           |
| 2013 | Antoine Méo KTM                             | Alex Salvini Honda                          | Christophe Nambotin KTM                           | Matthew Phillips Husqvarna | Laia Sanz GasGas       | Jamie McCanney Husaberg       |
| 2014 | Christophe Nambotin KTM                     | Pierre-Alexandre Renet Husqvarna            | Matthew Phillips KTM                              | Daniel McCanney Beta       | Laia Sanz Honda        | Davide Soreca Yamaha          |
| 2015 | Eero Remes TM Racing                        | Antoine Méo KTM                             | Mathias Bellino Husqvarna                         | Jamie McCanney Husqvarna   | Laia Sanz KTM          | Mikael Persson Yamaha         |
| 2016 | Eero Remes TM Racing                        | Matthew Phillips Sherco (EnduroGP-Sieger)   | Steve Holcombe Beta                               | Giacomo Redondi Honda      | Laia Sanz KTM          | Jack Edmondson KTM            |
| 2017 | 2017:                                       | 2017:                                       | 2017:                                             | Bradley Freeman Beta       | Maria Franke KTM       | Andrea Verona TM Racing       |
| 2017 | Enduro 2 (bis 250 cm³ Zwei- und Viertakt)   | Enduro 2 (bis 250 cm³ Zwei- und Viertakt)   | EnduroGP (über 250 cm³ Zwei- und Viertakt)        | Bradley Freeman Beta       | Maria Franke KTM       | Andrea Verona TM Racing       |
| 2017 | Josep García KTM                            | Josep García KTM                            | Steve Holcombe Beta                               | Bradley Freeman Beta       | Maria Franke KTM       | Andrea Verona TM Racing       |
| 2018 | ab 2018:                                    | ab 2018:                                    | ab 2018:                                          | Matteo Cavallo Beta        | Sanna Kärkkäinen KTM   | Ruy Barbosa Husqvarna         |
| 2018 | E1 (bis 250 cm³ Zwei- und Viertakt)         | E2 (250 cm³ bis 450 cm³ Viertakt)           | E3 (über 250 cm³ Zweitakt/ über 450 cm³ Viertakt) | Matteo Cavallo Beta        | Sanna Kärkkäinen KTM   | Ruy Barbosa Husqvarna         |
| 2018 | Bradley Freeman Beta                        | Eero Remes TM Racing                        | Steve Holcombe Beta (EnduroGP-Sieger)             | Matteo Cavallo Beta        | Sanna Kärkkäinen KTM   | Ruy Barbosa Husqvarna         |
| 2019 | Bradley Freeman Beta (EnduroGP-Sieger)      | Loïc Larrieu TM Racing                      | Steve Holcombe Beta                               | Théophile Espinasse Sherco | Jane Daniels Husqvarna | Hamish MacDonald Sherco       |
| 2020 | Andrea Verona TM Racing                     | ab 2020:                                    | ab 2020:                                          | Hamish MacDonald Sherco    | Jane Daniels Husqvarna | Sergio Navarro Husqvarna      |
| 2020 | Andrea Verona TM Racing                     | E2 (von 255 cm³ bis 450 cm³ Viertakt)       | E3 (über 255 cm³ Zweitakt/ über 455 cm³ Viertakt) | Hamish MacDonald Sherco    | Jane Daniels Husqvarna | Sergio Navarro Husqvarna      |
| 2020 | Andrea Verona TM Racing                     | Steve Holcombe Beta (EnduroGP-Sieger)       | Bradley Freeman Beta                              | Hamish MacDonald Sherco    | Jane Daniels Husqvarna | Sergio Navarro Husqvarna      |
| 2021 | Andrea Verona GasGas                        | Josep García KTM                            | Bradley Freeman Beta (EnduroGP-Sieger)            | Matteo Pavoni TM Racing    | Laia Sanz GasGas       | Albin Norrbin Fantic          |
| 2022 | Andrea Verona GasGas (EnduroGP-Sieger)      | Wil Ruprecht TM Racing                      | Bradley Freeman Beta                              | Zachary Pichon Sherco      | Jane Daniels Fantic    | Harry Edmondson Fantic        |
| 2023 | Josep García KTM                            | Steve Holcombe Beta (EnduroGP-Sieger)       | Bradley Freeman Beta                              | Jed Etchells Fantic        | Jane Daniels Fantic    | Kevin Christino Fantic        |
| 2024 | Josep García KTM (EnduroGP-Sieger)          | Andrea Verona GasGas                        | Bradley Freeman Beta                              | Max Ahlin KTM              | Mireia Badia Rieju     | Manuel Verzeroli KTM          |

### Team-Wertung
2004:  KTM Racing
2005:  KTM Team Farioli
2006:  KTM Factory Team Farioli 2